# 안데체노
안데체노(이탈리아어: Andezeno, 피에몬테어: Andzen)는 이탈리아 피에몬테주의 토리노 광역시에 있는 코무네로, 토리노에서 남동쪽으로 약 14km(9mi) 정도 떨어져 있다.
안데체노는 마렌티노, 몬탈도토리네세, 키에리, 아리냐노와 접해 있다.

## 어원
이탈리아의 문헌학자이자 언어학자인 단테 올리비에리(Dante Olivieri)에 따르면, 안데체노라는 이름은 갈로-라틴어의 '안디쿠스'(Andicus)에서 유래했는데, 이는 안디코(Andico)와 안디첼로(Andicello)라는 두 마을의 이름에서 유래했다고 한다.

## 경제
안데체노는 1960년대 토리노 주변 지역이 대규모 산업화를 겪기 전까지는 주로 농업 지역이었다. 오늘날에는 주로 소규모 기업과 기업들이 모여 있다.

## 출신 인물
- 피에로 고베티 (1901~1926), 지식인이자 저널리스트 - 그의 부모님은 안데체노 출신이었으며 생애 대부분을 가족들과 함께 안데체노에서 살았다.
- 클라우디오 마르키시오 (1986년생), 유벤투스 FC와 이탈리아 국가대표팀에서 뛰었던 전 축구 선수 - 토리노에서 태어나 안데체노에서 자랐으며, 그의 부모님은 지금도 안데체노에 살고 있다.